# Camouflet
Als Camouflet (fr. camouflet) wird eine unterirdische Explosion bezeichnet, bei der kein Erdtrichter entsteht, sondern ein Hohlraum, wie etwa eine Kaverne.
Camouflet wird auch als Bezeichnung für einen Sprengkörper verwendet, der unterirdische (gegnerische) Stollen zum Einsturz bringen soll.

## Etymologie
Camouflet leitet sich ab von dem französischen Begriff chault moufflet (≈ heißer Bengel) und wird in Émile Littrés Dictionnaire de la langue française bezeichnet als "dichter Rauch, den jemand einatmet, dem man boshafterweise eine entflammte Papierrolle unter die Nase hält"

## Anwendung
Die Explosionen wurden von den Kontrasprengmeistern bei Festungsbelagerungen zur Zerstörung unterirdischer Gänge ausgelöst, die von ihren Gegnern unter  Bastionen, Kurtinen und andere Fortifikationsbauten angelegt worden waren. Im Ersten Weltkrieg wurden Camouflets genutzt, um unterirdische feindliche Stollen (auch Minen der Mineure genannt) zu zerstören.
Später wurden als Camouflet auch die Einschläge von Artilleriegeschossen, Minen oder Fliegerbomben bezeichnet, die ohne Bildung eines Kraters tief in den Boden eindrangen. Die britische Bombe Grand Slam war unter anderem dazu gedacht, den Baugrund neben einem Gebäude zu unterhöhlen, um dieses zum Einsturz zu bringen.
Im Bergbau werden Camoufletexplosionen ausgelöst, um Gebirgsschlägen zuvorzukommen.